# Humano
Humano (deutsch: Mensch) ist ein 2013 in Südamerika gedrehter Dokumentarfilm von Alan Stivelman. Er dokumentiert die Sinnsuche eines jungen Mannes, seine Reise in die Anden und die Begegnung mit dem autochthone Volk der Anden-Region.

## Handlung
Alan ist 25 Jahre alt und stellt sich die Frage nach dem Sinn des Lebens. Nur mit einer Kamera und einem Laptop begibt er sich auf eine Reise in die Anden. Dort trifft er auf Placido, einen Schamanen. Placido will Alan helfen Antworten auf seine Fragen zu finden. Mit Hilfe alter Rituale begeben sich Alan und Placido auf eine metaphysische Reise in die Geschichte ihres Volkes. Alan erlangt durch die Erkenntnis seiner Vergangenheit ein Bewusstsein für die Gegenwart.

## Produktion
Der Film war eine Produktion von Orgon Films und wurde mit einem sehr kleinen Budget von 60.000 Dollar verwirklicht. Gedreht wurde in Peru, Bolivien und Ecuador.
Der Film wurde kommerziell vertrieben von Pierrot Cine. Daneben erfolgt der Vertrieb über die Plattform „YEKRA“. Er wurde im Rahmen des 29. Warschauer Filmfestivals am 12. Oktober 2013 im Multikino Złote Tarasy uraufgeführt.

## Festival
Humano wurde auf folgenden Festivals gezeigt:
- 2012 27. Festival Internacional de Cine de Mar del Plata Kategorie: Arbeit in Entstehung
- 2013 28. Festival Internacional de Cine de Mar del Plata Kategorie: Dokumentarfilm
- 2013 29. Internationales Filmfestival Warschau Kategorie: Dokumentarfilm
- 2014 International Film Festival of Barranquilla
- 2014 Film Festival in Skopje, Macedonia
- 2014 Itinerant Festival, El Salvador